# Melchiorre Allegra
Melchiorre Allegra (Gibellina, 27 luglio 1881 – Castelvetrano, 18 maggio 1951) è stato un medico, mafioso e collaboratore di giustizia italiano, che nel 1937 descrisse, per la prima volta in modo organico dal suo interno, la struttura dell'organizzazione criminale. Morto negli anni cinquanta, è stato definito da alcuni studiosi "proto-pentito"..
La figura dell'Allegra fu resa di pubblica notorietà dal giornalista Mauro De Mauro, che nel gennaio 1962 pubblicò a puntate sul quotidiano palermitano L'Ora, per il quale lavorava, 25 delle 26 pagine di un verbale di interrogatorio cui il medico fu sottoposto dopo il suo arresto per adesione alla mafia. Il verbale è un documento ricco di dettagli e nomi della criminalità organizzata siciliana degli anni venti e trenta. La vicenda personale del medico mafioso è ricostruibile per l'appunto dal verbale, che ne è principale fonte insieme alle scarne note di accompagnamento di De Mauro.

## Biografia

### Le origini e l'adesione a "Cosa Nostra"
Allegra era stato ufficiale medico, in forza al reparto malattie infettive dell'ospedale militare San Giacomo di Palermo; in questa condizione, racconta nella deposizione di avere nel 1926 visitato, curato ed omesso di denunciare dei soldati autolesionisti, che sarebbero altrimenti andati soggetti a severe sanzioni militari.
Per questa disponibilità mostrata nei confronti di un congiunto del mafioso Giulio D'Agate di Villabate, fu da questi avvicinato unitamente a Francesco Motisi e Vincenzo Di Martino, due altri mafiosi di relativo rango che gli svelarono la loro appartenenza all'organizzazione e gli illustrarono alcune peculiarità degli obblighi e dei vantaggi che comportava l'adesione. L'Allegra dichiara che gli fu chiesto se volesse entrarne a far parte, e lo sventurato rispose, ovviamente in senso affermativo, sebbene asserendo in verbale che essendo già stato messo a parte di troppe cose riservate, poca speranza gli pareva di poter accampare circa la possibilità di uscirne vivo in caso di risposta diversa.
Accettò dunque con entusiasmo (disse) e fu subito iniziato sul posto. Entrato nell'organizzazione, fu accolto in seno alla "famiglia" del rione Pagliarelli il cui capo era Ciccio Motisi, cugino di quel Francesco che lo aveva iniziato e che di Ciccio era consigliere. Conobbe poco dopo Ciccio Cuccia, il sindaco mafioso di Piana degli Albanesi (che allora si chiamava ancora Piana dei Greci), praticamente confinato a Palermo per una guerra di famiglie in corso nel suo paese; uno dei suoi principali avversari era Tommaso Matranga, altro nome di rilievo della criminalità del tempo.

### L'attività politica
Nel 1924, per le note elezioni politiche in cui il premio di maggioranza avrebbe consegnato il paese al fascismo, Allegra accettò di candidarsi. Stava per accettare la proposta del prof. Ambrosini, giurista all'Università di Palermo, ma la mafia gli prospettò altre opzioni. Salvatore Maranzano, capo della mafia di Trapani (ed in seguito boss di massima pericolosità negli Stati Uniti), gli venne a comunicare che l'organizzazione lo avrebbe candidato in una lista apparentata con quella dell'avvocato Nicolò Maggio, a sua volta apparentata al Listone Mussolini.
A questo punto, asserisce il medico pentito, al fine di proporgli di candidarsi in una lista vicina invece a posizioni "democratiche", avrebbe ricevuto la visita di Enrico La Loggia e di un certo "on. De Felice Giuffrida"; per quest'ultimo, fatte salve eventuali omonimie, va detto che il più famoso deputato di questo cognome era Giuseppe de Felice Giuffrida, morto però nel 1920. Ma non modificò la sua scelta ed obbedì agli ordini di scuderia, certo che sarebbe stato "officiato", cioè eletto.
La campagna elettorale è descritta in verbale con minuziosa elencazione di molti nomi di mafiosi, e come svoltasi essenzialmente ricercando i voti presso i mafiosi. Si apprenderebbe dal relato che solo il Maranzano e pochi altri l'avrebbero sostenuto. Allegra fu "trombato", cioè non venne eletto, ma in verbale c'è anche una spiegazione delle "vere" ragioni: «Tutti gli appoggi, però, vennero meno, perché la mafia, seguendo il principio di venalità ad incominciare dal Motisi, diede il massimo appoggio a quelli che pagarono profumatamente ed a quelli da cui potevano trarre maggiori previsioni d'appoggio». Ma anche la campagna elettorale "della mafia" non andò a buon fine, dato che poi il Prefetto Mori nel 1926 fece rimuovere il capo del fascismo palermitano, quell'Alfredo Cucco sul quale la criminalità aveva puntato ed in un primo tempo vinto.
Nello stesso 1926, ora edotto sul "principio di venalità", Allegra non riuscì a vincere un concorso professionale di ambito medico per il quale si era di nuovo affidato alla mafia; di nuovo, malgrado le promesse, gli vennero preferiti altri candidati. Così, deluso, diradò le sue frequentazioni, sino ad uscire dal "giro". Cosa che non gli impedì di conoscere a Roma Calogero Vizzini di Villalba. Tuttavia è lo stesso anno nel quale aprì a Castelvetrano (dove andò a risiedere insieme alla moglie, sposata l'anno precedente) "un sanatorio policlinico".

## La carriera criminale
Nel 1928 Allegra subì il primo arresto. Nel 1924 un medico suo collega aveva ricevuto una lettera anonima estorsiva, con la quale gli si chiedevano soldi pena l'uccisione in caso di mancata ottemperanza. Allegra si era adoperato per individuare l'autore della missiva e, grazie alla sua posizione non ufficiale, trovatolo gli ingiunse di rinunciare al proposito e di scrivere una nuova lettera, stavolta di scuse. Nel 1928 la lettera anonima fu trovata in possesso di Allegra, e di qui il provvedimento di polizia.
Dopo che un primo avvocato nemmeno rispose alla sua richiesta di assumerne la difesa, questa fu assunta da Roberto Paternostro, avvocato di molti mafiosi, che ottenne per lui la libertà provvisoria, sebbene accompagnata da foglio di via; stabilitosi a Marsala, poté tornarne dopo cinque mesi, poi fu mandato a processo imputato di favoreggiamento personale ed infine ne andò assolto perché il fatto non costituiva reato. Fu indagato due volte per procurato aborto ed entrambe le volte prosciolto per insufficienza di prove. Altre indagini riguardarono un caso di omissione di cure mediche verso un criminale, e per questo rischiò l'espulsione dall'Ordine dei Medici.
Nel 1933 fu accusato di favoreggiamento per la fuga di un soggetto, datosi latitante al momento dell'arresto per aver commesso un "reato infamante". Nel 1937 fu infine tratto in arresto per il suo coinvolgimento nell'eliminazione di un mafioso, un certo Ponzio. Interrogato dapprima dai Carabinieri della stazione di Castelvetrano, poi dagli agenti dell'ufficio del Settore di P.S. di Alcamo, rilasciò presso di questi la lunga deposizione trascritta nel verbale d'arresto.

### L'iniziazione
De Mauro, nelle note introduttive, definì la cerimonia di iniziazione «una specie di rito da "Beati Paoli" che ha del romanzesco e che, tuttora in uso in qualche paese di provincia, è forse ormai superato laddove la mafia ha assunto forme moderne». Narra Allegra, infatti, che il Di Martino «con uno spillo o ago che fosse, mi punse il polpastrello del dito medio di una mano, facendo uscire una goccia di sangue con la quale venne intrisa una immagine in carta di una santa».
L'immaginetta fu incendiata e, con quella fiammeggiante in mano, l'adepto recitò una formula di giuramento che doveva essere più o meno "Giuro di essere fedele a miei fratelli, di non tradirli mai, di aiutarli sempre, e se così non fosse, io possa bruciare e disperdermi, come si disperde questa immagine che si consuma in cenere". Seguirono "un abbraccio e un bacio generale", oltre ad un supplemento di istruzioni. Questo relato sarebbe la prima conferma testimoniale da parte di un "pungiuto" di quanto sino ad allora descritto solo in fonti indirette, a partire dal Rapporto Sangiorgi.

### Le regole mafiose
L'Allegra fa verbalizzare che al mafioso era vietato rubare, ma poteva uccidere per giustificati motivi, sempre però con il benestare dei "capi": chi uccideva senza benestare veniva a sua volta ucciso. Muniti di benestare, invece, si poteva anche chiedere di farsi aiutare da altri "fratelli". La "setta" era in genere apolitica, ma poteva attivarsi in favore di quei candidati che «possibilmente potevano in seguito ricompensare provocando da parte del governo la maggior protezione possibile».

### L'organizzazione
La struttura mafiosa aveva per unità di base la "famiglia", guidata da un capo, che comprendeva tutti gli "uomini d'onore" di alcuni paesi. Ove il territorio della famiglia fosse vasto (o popolato di molti mafiosi), la famiglia era suddivisa in "decine" che, come la decuria dell'Antica Roma, avevano ciascuna dieci aderenti ed un capo-decina. Si saliva gerarchicamente sino ad un capo di "provincia", giacché ogni provincia ne aveva uno ed ogni provincia era indipendente dalle altre.
La Mafia, riferisce l'Allegra, aveva peraltro «ramificazioni potenti, oltre che in Sicilia, in Tunisia, nelle Americhe, in qualche centro del continente, in qualche altro di altre nazioni, come per esempio, Marsiglia». I capi erano eletti da coloro che sarebbero andati a comandare; questa inattesa deriva democratica era mitigata dalla presenza di un eminente "consigliere", che il pentito non spiega come designato, il quale avrebbe supportato il capo nelle sue decisioni ed avrebbe assunto funzioni vicarie in sua assenza.

### I favori mafiosi
Fra le protezioni che la mafia offriva ai propri associati, Allegra elenca una serie di indebiti favori, praticamente tutti - nessuno escluso - implicanti ben gravi infedeltà dei funzionari pubblici che li avessero elargiti. L'edificante gamma di opportunità a disposizione dei mafiosi comprende infatti «raccomandazioni, allora efficaci presso le autorità giudiziarie di P.S., finanziarie, amministrative, ecc. da cui derivavano molti benefici come: concessione di porto d'armi a pregiudicati, revoche di ammonizioni e di altri provvedimenti, proscioglimenti giudiziari, concessioni di libertà provvisorie in pendenza di processi, revoche di mandati di cattura, agevolazioni in pratiche amministrative, finanziarie e di ogni genere, concessione di passaporti ed altro». In proprio la "onorata società" garantiva invece la vendetta per le offese che gli associati avessero patito da esterni.

### La scissione del '26
Fra il 1926 ed il 1927, ad esito di un attrito che originava in manovre su un appalto di lavori per il porto del capoluogo, la mafia palermitana si divise fra "il gruppo di Nino Gentile, capo di San Lorenzo Colli, aiutato da Carlo Brantaleone, Paolo Crivelli e rispettivi seguaci, contro Nino Grillo coadiuvato da Ciccio Cuccia, Sparacino e rispettivi gregari". Si tratta della "lotta di Piana dei Colli".
E mentre il fascismo inviava nell'isola il prefetto Mori per debellare la mafia e le sue infiltrazioni nello Stato, e questi cominciava ad applicare una severa repressione partendo dai vertici, il prefetto di Palermo organizzò tranquillamente una riunione per fare da paciere fra le cosche in lotta, cui parteciparono i rappresentanti di numerose famiglie. L'iniziativa dell'eclettico anfitrione non ebbe comunque a sortire effetti concreti e la lotta continuò. Prima del prefetto avevano mancato nell'intento di riportare la pace ben tre commissioni speciali di mafiosi americani, venuti in Italia appositamente.
"... a farla finire valsero solamente la morte di molti e le vaste retate operate dalla polizia".

### Il verbale d'arresto
Con il doveroso ordinario distacco verso dichiarazioni di fonte criminale, si leggono tuttavia nel verbale spunti dettagliati su alcuni argomenti di interesse, ad esempio la cerimonia di iniziazione e le gerarchie della mafia. Vi si susseguono, è vero, interpretazioni di alcuni fatti di mafia con espresso riferimento, per fonte, all'avvocato Pietro Pulejo, consigliere provinciale che la stessa descrizione tratteggia come mafioso; tuttavia il testo contiene affermazioni clamorose (e riscontrate) come l'indicazione dell'appartenenza alla mafia di alcuni deputati (Rocco Balsamo) e del padre superiore del convento di Tagliavia.
Il verbale, dopo lo scioglimento delle strutture di polizia in cui era stato redatto, finì avventurosamente alla questura di Trapani, e nel viaggio perse l'ultima delle 26 pagine. Malgrado pubblicato non clandestinamente dal quotidiano L'Ora nel gennaio del 1962, la Commissione Antimafia ne venne a conoscenza solo nel 1963, quando glielo portò in visione il deputato comunista Girolamo Li Causi.
Il quotidiano La Repubblica parrebbe invece aver dovuto ulteriormente attendere sino al 1995. Il verbale è stato peraltro, in studi statunitensi, fonte per l'accertamento dei tempi di emigrazione di Maranzano, poiché registra la presenza del boss ancora in Italia per le elezioni del 1924.